# Schmalz (Patrizierfamilie)

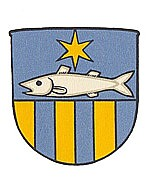
Wappen Schmalz (1932)

Die Familie Schmalz war eine vermutlich aus Büren an der Aare stammende Berner Patrizierfamilie, die seit der Reformationszeit das Burgerrecht der Stadt Bern besass und 1795 im Mannsstamm erlosch.

## Personen
- Niklaus Schmalz (I.) († 1558), Glasmaler, Mitglied des Grossen Rats, Stiftschaffner, Landvogt zu Biberstein
- Samuel Schmalz (I.), Mitglied des Grossen Rats, des Rats entsetzt 1565, rehabilitiert
- David Schmalz (1541–1577), Glasmaler, Mitglied des Grossen Rats, Stubenmeister zu Mittellöwen, Schaffner im Interlakenhaus
- Samuel Schmalz (II.) (1577–1628), Glasmaler, Mitglied des Grossen Rats, Kaufhausverwalter, Landvogt zu Aarburg
- Samuel Schmalz (III.) (1577–1628), Mitglied des Grossen Rats, Landvogt zu Schwarzenburg, Stiftschaffner, Mitglied des Kleinen Rats
- Niklaus Schmalz (II.) (1641–1706), Kaufhausverwalter, Mitglied des Grossen Rats, Landvogt zu Fraubrunnen, Schultheiss zu Murten
- Johann Rudolf Schmalz (1713–1795), Landmajor, Mitglied des Grossen Rats, Iseler, Obervogt zu Lenzburg

## Wappen
| Wappen Familie Schmalz | Blasonierung: „Geteilter Schild, in der oberen Hälfte, in blau, ein goldener Stern und ein silberner Fisch, die untere Hälfte fünfmal gespalten von blau und gold.“ |
| Wappen Familie Schmalz | Wappenbegründung: Die Schmalz führten dieses Wappen seit spätestens dem ausgehenden 17. Jahrhundert.                                                                |